# Miss Rio Grande do Sul
Miss Rio Grande do Sul é um concurso de beleza feminino tradicional realizado anualmente, cujo objetivo é selecionar a melhor candidata gaúcha ao título nacional de Miss Brasil do ano vigente, único caminho para o certame de Miss Universo. O responsável pela seleção de candidatas e organização do evento trata-se do empresário Paulo Linhares, a frente da disputa desde 2025.  O Estado adquiriu grande visibilidade no território nacional ao alcançar a liderança de títulos no concurso de Miss Brasil, um total de quinze (15) vitórias.  Os gaúchos também são responsáveis por uma das duas vitórias do país no Miss Universo, em 1963 com a porto-alegrense Ieda Maria Vargas. 

## Desempenho

### Tabela de classificação
Abaixo o desempenho das gaúchas no Miss Brasil.
| Posição       | Desempenho |
| ------------- | ---------- |
| Miss Brasil   | 15         |
| 2.º lugar     | 6          |
| 3.º lugar     | 8          |
| 4.º lugar     | 4          |
| 5.º lugar     | 4          |
| Finalista     | 1          |
| Semifinalista | 19         |
| Total         | 57         |
| Ranking       | 1          |

### Prêmios
- Miss Simpatia: Vera Brauner (1961)  ·  Anne Lee Horst (1976)
- Miss Fotogenia: Renata Fan (1999)
- Melhor Traje Típico: Iêda Vargas (1963)
- Miss Voto Popular: Fabiane Niclotti (2004)

### Coordenações
Já estiveram a frente da competição:
- 1996 a 2012: Evandro Hazzy (Jornalista e apresentador); [4]
- 2013 a 2016: Carlos Totti (Publicitário e Mercadólogo); [5]
- 2017 a 2022: Marcelo Sóes (Produtor de Eventos); [6]
- 2023 a 2024: Bebeto Azevêdo (Médico e Presidente da ACORS).
- desde 2025: Paulo Linhares (Empresário e Cerimonialista). [7]

### Hall of fame

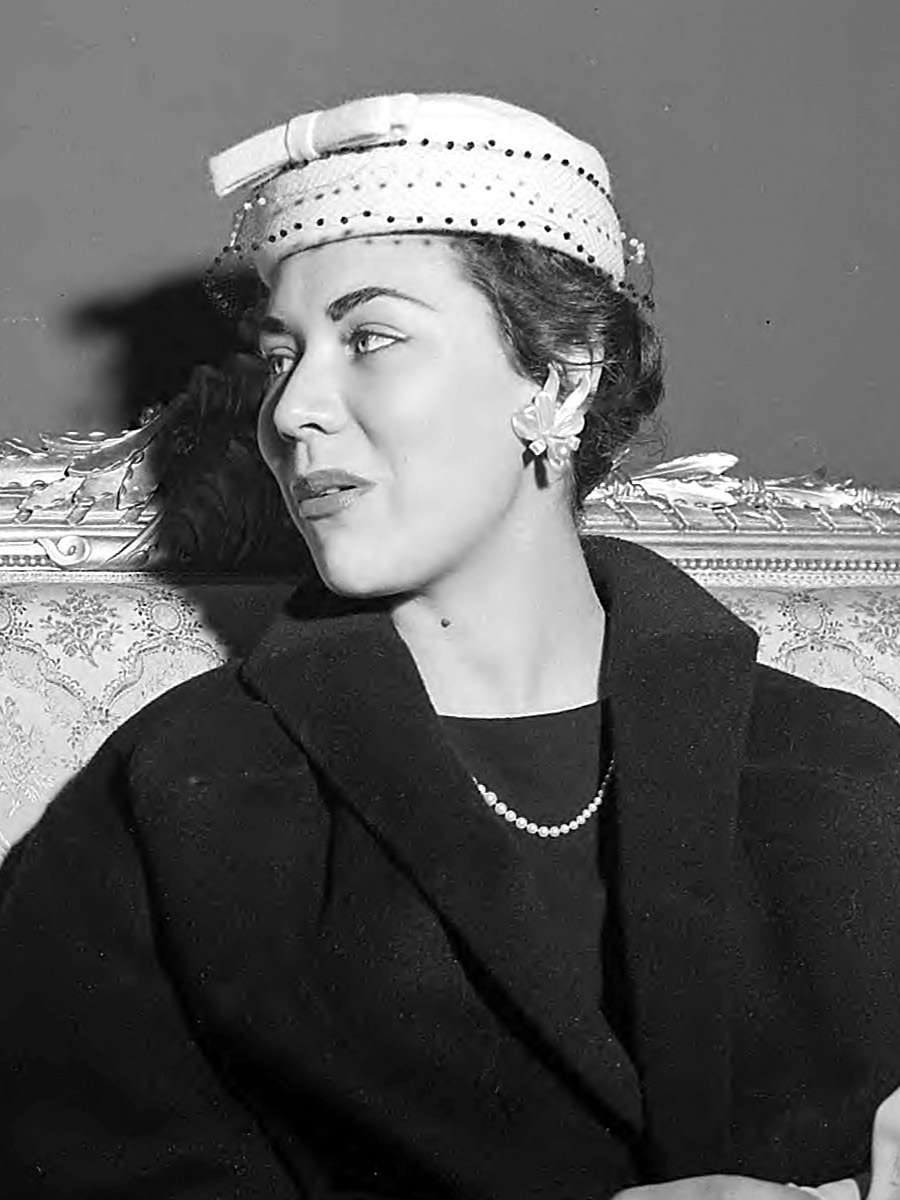
Miss Brasil 1956, Maria José Cardoso
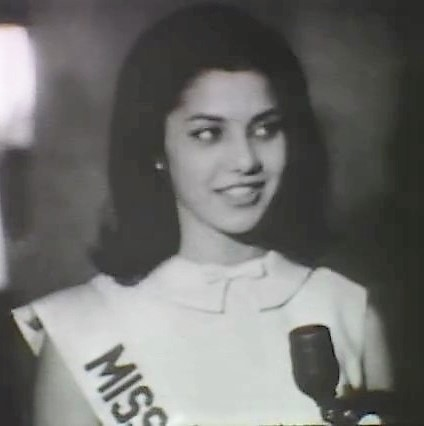
Miss Brasil 1963, Iêda Vargas
Miss Brasil 1972, Rejane Costa
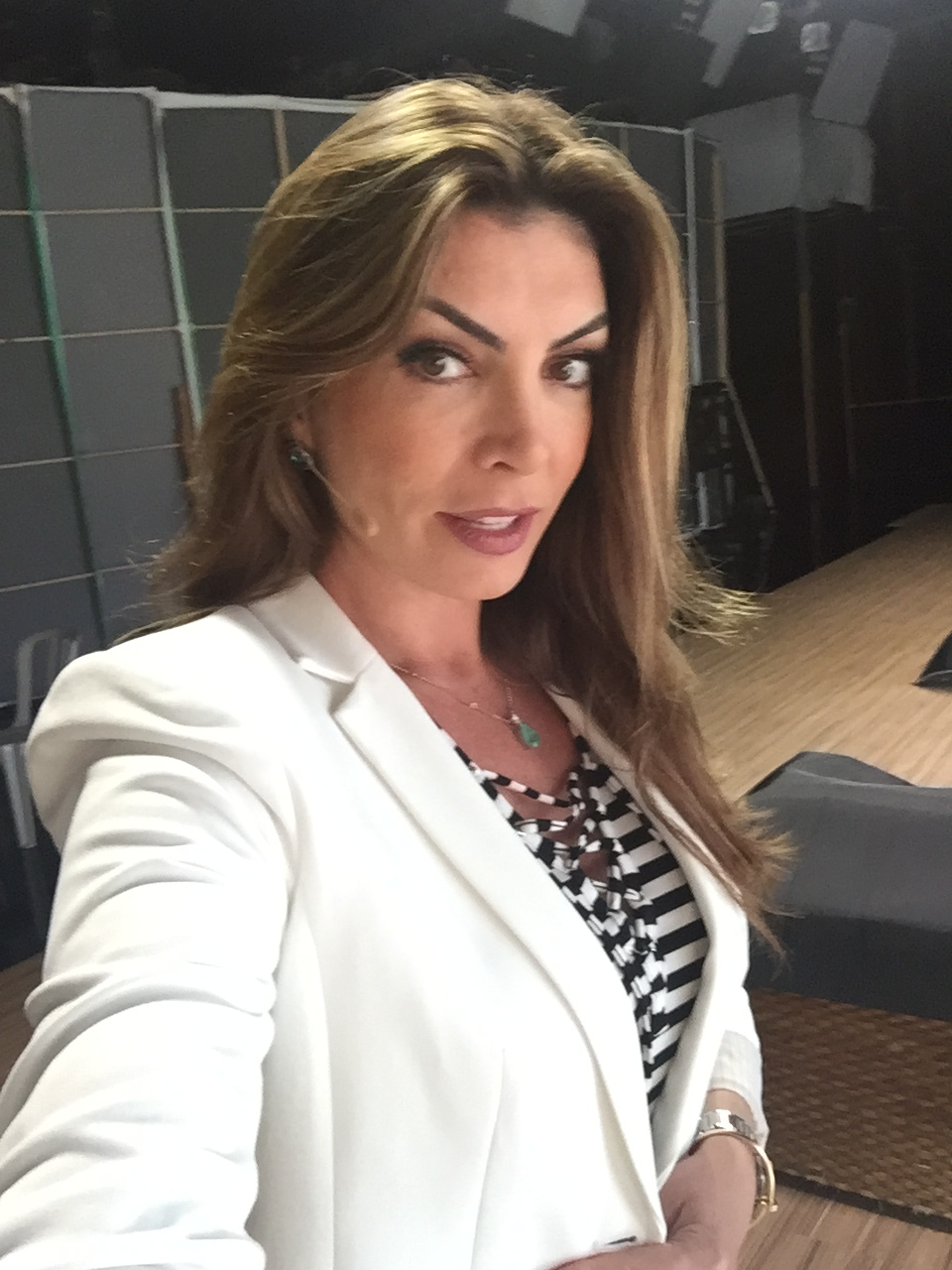
Miss Brasil 1993, Leila Schuster
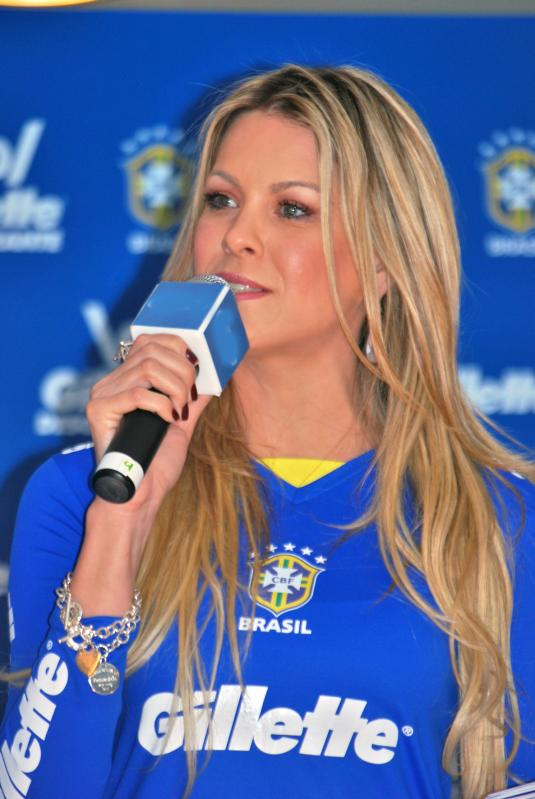
Miss Brasil 1999, Renata Fan
Miss Brasil 2004, Fabiane Niclotti

## Vencedoras
- Tornou-se Miss Brasil
- Terminou entre as finalistas
- Terminou entre as semifinalistas

| Edição | Ano  | Vencedora                                             | Representação                                         | Colocação                                             | Miss Universo                                         | Ref.                                                  |
| ------ | ---- | ----------------------------------------------------- | ----------------------------------------------------- | ----------------------------------------------------- | ----------------------------------------------------- | ----------------------------------------------------- |
| 72ª    | 2026 | Júlia Guerra                                          | Soledade                                              | TBD                                                   |                                                       | [ 8 ]                                                 |
| 71ª    | 2025 | Aline Fritsch                                         | Lagoão                                                | 2.º lugar                                             |                                                       | [ 9 ]                                                 |
| 70ª    | 2024 | Eduarda Dallagnol                                     | Novo Hamburgo                                         | Finalista (Top 07)                                    |                                                       | [ 10 ]                                                |
| 69ª    | 2023 | Maria Brechane                                        | Rio Grande                                            | MISS BRASIL 2023                                      |                                                       | [ 11 ]                                                |
| 68ª    | 2022 | Alina Furtado                                         | Piratini                                              | 5.º lugar                                             |                                                       | [ 12 ]                                                |
| 67ª    | 2021 | Suellyn Scheffer                                      | Montenegro                                            | Semifinalista (Top 15)                                |                                                       | [ 13 ]                                                |
| 66ª    | 2020 | Julia Gama                                            | Porto Alegre                                          | MISS BRASIL 2020                                      | 2.º lugar                                             | [ 14 ]                                                |
| 65ª    | 2019 | Bianca Scheren                                        | Estrela                                               | Finalista (Top 05)                                    |                                                       | [ 15 ]                                                |
| 64ª    | 2018 | Leonora Weimer                                        | Eldorado do Sul                                       | Semifinalista (Top 15)                                |                                                       | [ 16 ]                                                |
| 63ª    | 2017 | Juliana Mueller                                       | Terra de Areia                                        | 2.º lugar                                             |                                                       | [ 17 ]                                                |
| 62ª    | 2016 | Letícia Kuhn                                          | Tapera                                                | Semifinalista (Top 10)                                |                                                       | [ 18 ]                                                |
| 61ª    | 2015 | Marthina Brandt                                       | Bom Princípio                                         | MISS BRASIL 2015                                      | Semifinalista (Top 15)                                | [ 19 ]                                                |
| 60ª    | 2014 | Marina Helms                                          | São Lourenço do Sul                                   | Semifinalista (Top 10)                                |                                                       | [ 20 ]                                                |
| 59ª    | 2013 | Vitória Sulczinski                                    | Passo Fundo                                           | Semifinalista (Top 10)                                |                                                       | [ 21 ]                                                |
| 58ª    | 2012 | Gabriela Markus                                       | Teutônia                                              | MISS BRASIL 2012                                      | 5.º lugar                                             | [ 22 ]                                                |
| 57ª    | 2011 | Priscila Machado                                      | Farroupilha                                           | MISS BRASIL 2011                                      | 3.º lugar                                             | [ 23 ]                                                |
| 56ª    | 2010 | Bruna Jaroceski                                       | Canoas                                                | Semifinalista (Top 10)                                |                                                       | [ 24 ]                                                |
| 55ª    | 2009 | Bruna Felisberto                                      | Xangri-lá                                             | Semifinalista (Top 10)                                |                                                       | [ 25 ]                                                |
| 54ª    | 2008 | Natálya Anderle                                       | Encantado                                             | MISS BRASIL 2008                                      | (Não obteve classificação)                            | [ 26 ]                                                |
| 53ª    | 2007 | Carolina Prates                                       | Alegrete                                              | 2.º lugar                                             |                                                       | [ 27 ]                                                |
| 52ª    | 2006 | Rafaela Zanella                                       | Santa Maria                                           | MISS BRASIL 2006                                      | Semifinalista (Top 20)                                | [ 28 ]                                                |
| 51ª    | 2005 | Eunice Pratti                                         | Pelotas                                               | Semifinalista (Top 10)                                |                                                       | [ 29 ]                                                |
| 50ª    | 2004 | Fabiane Niclotti †                                    | Gramado                                               | MISS BRASIL 2004                                      | (Não obteve classificação)                            | [ 30 ]                                                |
| 49ª    | 2003 | Juliana Lopes                                         | Santa Maria                                           | Semifinalista (Top 10)                                |                                                       | [ 31 ]                                                |
| 48ª    | 2002 | Joseane Oliveira                                      | Esteio                                                | Destronada                                            | (Não obteve classificação)                            | [ 32 ]                                                |
| 47ª    | 2001 | Juliana Borges                                        | Santa Maria                                           | MISS BRASIL 2001                                      | (Não obteve classificação)                            | [ 33 ]                                                |
| 46ª    | 2000 | Fernanda Schiavo                                      | Ijuí                                                  | 3.º lugar                                             |                                                       | [ 34 ]                                                |
| 45ª    | 1999 | Renata Fan                                            | Santo Ângelo                                          | MISS BRASIL 1999                                      | (Não obteve classificação)                            | [ 35 ]                                                |
| 44ª    | 1998 | Luize Altenhöfen                                      | Capão da Canoa                                        | 3.º lugar                                             |                                                       | [ 36 ]                                                |
| 43ª    | 1997 | Aline Riquinho                                        | Porto Alegre                                          |                                                       |                                                       | [ 37 ]                                                |
| 42ª    | 1996 | Karine Baüer                                          | Santo Ângelo                                          | Semifinalista (Top 12)                                |                                                       | [ 37 ]                                                |
| 41ª    | 1995 | Angélica Soares                                       | Porto Alegre                                          |                                                       |                                                       | [ 37 ]                                                |
| 40ª    | 1994 | Tatiane Possebom                                      | Canoas                                                | Semifinalista (Top 12)                                |                                                       | [ 38 ]                                                |
| 39ª    | 1993 | Leila Schüster                                        | Cachoeirinha                                          | MISS BRASIL 1993                                      | Semifinalista (Top 10)                                | [ 39 ]                                                |
| 38ª    | 1992 | Juliana Wülfing                                       | Estrela                                               | Semifinalista (Top 12)                                |                                                       | [ 40 ]                                                |
| 37ª    | 1991 | Gisselle Wëber                                        | Porto Alegre                                          | 2.º lugar                                             |                                                       | [ 37 ]                                                |
| 37ª    | 1990 | Não houve concurso de Miss Rio Grande do Sul em 1990. | Não houve concurso de Miss Rio Grande do Sul em 1990. | Não houve concurso de Miss Rio Grande do Sul em 1990. | Não houve concurso de Miss Rio Grande do Sul em 1990. | Não houve concurso de Miss Rio Grande do Sul em 1990. |
| 36ª    | 1989 | Ceres Sessim                                          | Sociedade de Ginástica Porto Alegre                   | 3.º lugar                                             |                                                       | [ 37 ]                                                |
| 35ª    | 1988 | Denise Schmitz                                        | Partenon Tênis Clube                                  | Semifinalista (Top 12)                                |                                                       | [ 37 ]                                                |
| 34ª    | 1987 | Cláudia Jardim                                        | Floresta                                              | 4.º lugar                                             |                                                       | [ 41 ]                                                |
| 33ª    | 1986 | Deise Nunes                                           | Canela                                                | MISS BRASIL 1986                                      | Semifinalista (Top 10)                                | [ 42 ]                                                |
| 32ª    | 1985 | Andréa Zambrano                                       | Sport Club Internacional                              | 5.º lugar                                             |                                                       | [ 43 ]                                                |
| 31ª    | 1984 | Christianne Wellausen                                 | Sport Club Internacional                              | 5.º lugar                                             |                                                       | [ 37 ]                                                |
| 30ª    | 1983 | Rejane Hëiden                                         | Grêmio Porto Alegrense                                | 3.º lugar                                             |                                                       | [ 37 ]                                                |
| 29ª    | 1982 | Patrícia Silveira                                     | Porto Alegre                                          | Semifinalista (Top 12)                                |                                                       | [ 37 ]                                                |
| 28ª    | 1981 | Isabel Domenëch                                       | Porto Alegre                                          |                                                       |                                                       | [ 37 ]                                                |
| 27ª    | 1980 | Adriana Zselinsky                                     | Porto Alegre                                          | 4.º lugar                                             |                                                       | [ 44 ]                                                |
| 26ª    | 1979 | Marlene Petterle                                      | Pinheiro Machado                                      | Semifinalista (Top 12)                                |                                                       | [ 45 ]                                                |
| 25ª    | 1978 | Sílvia Porciúncula                                    | Jaguarão                                              | Semifinalista (Top 10)                                |                                                       | [ 37 ]                                                |
| 24ª    | 1977 | Madalena Sbaraini                                     | Porto Alegre                                          | 2.º lugar                                             |                                                       | [ 46 ]                                                |
| 23ª    | 1976 | Anne Lee Horst                                        | Estrela                                               | Semifinalista (Top 08)                                |                                                       | [ 47 ]                                                |
| 22ª    | 1975 | Jane Bezerra                                          | Porto Alegre                                          |                                                       |                                                       | [ 48 ]                                                |
| 21ª    | 1974 | Janeta Hoeveler                                       | Porto Alegre                                          | 2.º lugar                                             |                                                       | [ 37 ]                                                |
| 20ª    | 1973 | Denise Cezimbra                                       | Porto Alegre                                          | 4.º lugar                                             |                                                       | [ 49 ]                                                |
| 19ª    | 1972 | Rejane Vieira Costa †                                 | Pelotas                                               | MISS BRASIL 1972                                      | 2.º lugar                                             | [ 50 ]                                                |
| 18ª    | 1971 | Alice Corrêa Rezende                                  | Bagé                                                  |                                                       |                                                       | [ 51 ]                                                |
| 17ª    | 1970 | Bernadete Heemann †                                   | Lajeado                                               | 4.º lugar                                             |                                                       | [ 52 ]                                                |
| 16ª    | 1969 | Ana Cristina Rodrigues                                | Caxias do Sul                                         | 3.º lugar                                             |                                                       | [ 53 ]                                                |
| 15ª    | 1968 | Elizabeth Finardi                                     | Passo Fundo                                           |                                                       |                                                       | [ 54 ]                                                |
| 14ª    | 1967 | Terezinha Wëiss                                       | São Borja                                             |                                                       |                                                       | [ 55 ]                                                |
| 13ª    | 1966 | Clara Gröhmann                                        | Porto Alegre                                          | Semifinalista (Top 08)                                |                                                       | [ 56 ]                                                |
| 12ª    | 1965 | Tânia Maria Lupi                                      | Porto Alegre                                          |                                                       |                                                       | [ 57 ]                                                |
| 11ª    | 1964 | Rosa Maria Gallas                                     | Montenegro                                            | Semifinalista (Top 09)                                |                                                       | [ 58 ]                                                |
| 10ª    | 1963 | Iêda Maria Vargas                                     | Porto Alegre                                          | MISS BRASIL 1963                                      | MISS UNIVERSO 1963                                    | [ 59 ]                                                |
| 9°     | 1962 | Eva Arismende                                         | Jaguarão                                              | 5.º lugar                                             |                                                       | [ 60 ]                                                |
| 8ª     | 1961 | Vera Brauner                                          | Pelotas                                               | 2.º lugar                                             |                                                       | [ 61 ]                                                |
| 7ª     | 1960 | Edda Logges                                           | Pelotas                                               | 5.º lugar                                             |                                                       | [ 62 ]                                                |
| 6ª     | 1959 | Otília Rodrigues                                      | Guaíba                                                |                                                       |                                                       | [ 63 ]                                                |
| 5ª     | 1958 | Tânia Oliveira                                        | Pelotas                                               |                                                       |                                                       | [ 62 ]                                                |
| 4ª     | 1957 | Sandra Hervé                                          | Porto Alegre                                          | 3.º lugar                                             |                                                       | [ 64 ]                                                |
| 3ª     | 1956 | Maria José Cardoso                                    | Porto Alegre                                          | MISS BRASIL 1956                                      | Semifinalista (Top 15)                                | [ 65 ]                                                |
| 2ª     | 1955 | Rosa Lúcia Alamon                                     | Bagé                                                  |                                                       |                                                       | [ 66 ]                                                |
| 1ª     | 1954 | Lígia Carotenuto                                      | Porto Alegre                                          | 3.º lugar                                             |                                                       | [ 67 ]                                                |